# エディン・テルジッチ
エディン・テルジッチ（Edin Terzić、1982年10月30日 - ）は、ドイツとクロアチアの元サッカー選手、サッカー指導者。ポジションはフォワード。

## 経歴
2010年から2013年まで、ボルシア・ドルトムントのスカウトと下部組織アシスタントコーチを務め、トップチームのユルゲン・クロップ監督の下で働いた。
その後スラベン・ビリッチのアシスタントコーチとして、2013年から2015年までベシクタシュJKに、2015年から2017年までウェストハム・ユナイテッドFCに在籍した。
2018年からはUEFAプロライセンスの講習を受けグレアム・ポッター、ニッキー・バット、ネマニャ・ヴィディッチらと共にフットボール・アソシエーションでの18ヶ月のコースを修了した。
同年にリュシアン・ファーヴルのアシスタントコーチとしてボルシア・ドルトムントに復帰した。ファーヴルが病気で休養した2018-19シーズンのTSG1899ホッフェンハイム戦ではマンフレート・シュテフェスと共に代行監督を務めた。2020年12月のVfBシュトゥットガルト戦で1-5と敗れファーヴルが解任されると、2020-21シーズン終了までの暫定監督に就任した。2021年5月13日、RBライプツィヒ戦で4-1と勝利しDFBポカール優勝を果たした。後任にはボルシア・メンヒェングラートバッハのマルコ・ローゼ監督が就任した。
2021-22シーズンには新設されたテクニカルディレクターに就任した。シーズン終了後にローゼが退任すると、2025年までの契約で正式監督に就任した。2022-23シーズンはブンデスリーガ最終節で1.FSVマインツ05と2-2の引き分けに終わり、得失点差でFCバイエルン・ミュンヘンにリーグタイトルを奪われた。
2023-24シーズンはブンデスリーガで5位に入りチャンピオンズリーグ出場権を獲得した。またUEFAチャンピオンズリーグでは準決勝でパリ・サンジェルマンFCを2試合合計2-0で破り決勝進出を果たした。決勝ではレアル・マドリードに0-2で敗れた。2024年6月13日、ボルシア・ドルトムントを退団した。

## 私生活
ユーゴスラビア移民の労働者階級であるボシュニャク人の父とクロアチア人の母の間に西ドイツのメンデンで生まれ、自身もクロアチア国籍を保持している。兄のアレン・テルジッチはボルシア・ドルトムントのスカウトを務めている。